# Letrowate
Letrowate (Lethrinidae) – rodzina ryb okoniokształtnych.
Występowanie: tropikalne wody Oceanu Indyjskiego oraz Pacyfiku.

## Klasyfikacja
Rodzaje zaliczane do tej rodziny:
Gnathodentex — Gymnocranius — Lethrinus — Monotaxis — Wattsia